# Nevojice
Nevojice jsou obec v okrese Vyškov v Jihomoravském kraji. Žije zde 426 obyvatel.

## Historie
První písemná zmínka o obci pochází z roku 1353 (de Newogycz).

## Obyvatelstvo

### Struktura
V obci k počátku roku 2016 žilo celkem 417 obyvatel. Z nich bylo 222 mužů a 195 žen. Průměrný věk obyvatel obce dosahoval 42,2% let. Dle Sčítání lidu, domů a bytů provedeném v roce 2011, kdy v obci žilo 409 lidí. Nejvíce z nich bylo (18,1%) obyvatel ve věku od 50 do 59 let. Děti do 14 let věku tvořily 13% obyvatel a senioři nad 70 let úhrnem 6,6%. Z celkem 356  občanů obce starších 15 let mělo vzdělání 39,3% střední včetně vyučení (bez maturity). Počet vysokoškoláků dosahoval 8,7% a bez vzdělání bylo naopak 0% obyvatel. Z cenzu dále vyplývá, že ve městě žilo 216 ekonomicky aktivních občanů. Celkem 90,7% z nich se řadilo mezi zaměstnané, z nichž 75% patřilo mezi zaměstnance, 3,2% k zaměstnavatelům a zbytek pracoval na vlastní účet. Oproti tomu celých 45,2% občanů nebylo ekonomicky aktivní (to jsou například nepracující důchodci či žáci, studenti nebo učni) a zbytek svou ekonomickou aktivitu uvést nechtěl. Úhrnem 194 obyvatel obce (což je 47,4%), se hlásilo k české národnosti. Dále 103 obyvatel bylo Moravanů a 1 Slovák. Celých 168 obyvatel obce však svou národnost neuvedlo.
Vývoj počtu obyvatel za celou obec i za jeho jednotlivé části uvádí tabulka níže, ve které se zobrazuje i příslušnost jednotlivých částí k obci či následné odtržení.
| Místní části   | Místní části  | 1869 | 1880 | 1890 | 1900 | 1910 | 1921 | 1930 | 1950 | 1961 | 1970 | 1980 | 1991 | 2001 | 2011 | 2021 |
| -------------- | ------------- | ---- | ---- | ---- | ---- | ---- | ---- | ---- | ---- | ---- | ---- | ---- | ---- | ---- | ---- | ---- |
| Počet obyvatel | část Nevojice | 329  | 369  | 346  | 352  | 362  | 394  | 404  | 358  | 403  | 328  | 343  | 361  | 403  | 409  | 408  |
| Počet domů     | část Nevojice | 65   | 65   | 67   | 71   | 74   | 78   | 91   | 98   | 104  | 105  | 109  | 133  | 138  | 141  | 148  |

## Obecní správa

### Obecní symboly
Znak a vlajka byly obci uděleny rozhodnutím předsedy Poslanecké sněmovny Parlamentu České republiky dne 4. června 1998.

## Pamětihodnosti
- Farní kostel svatého Mikuláše uprostřed obce

## Galerie

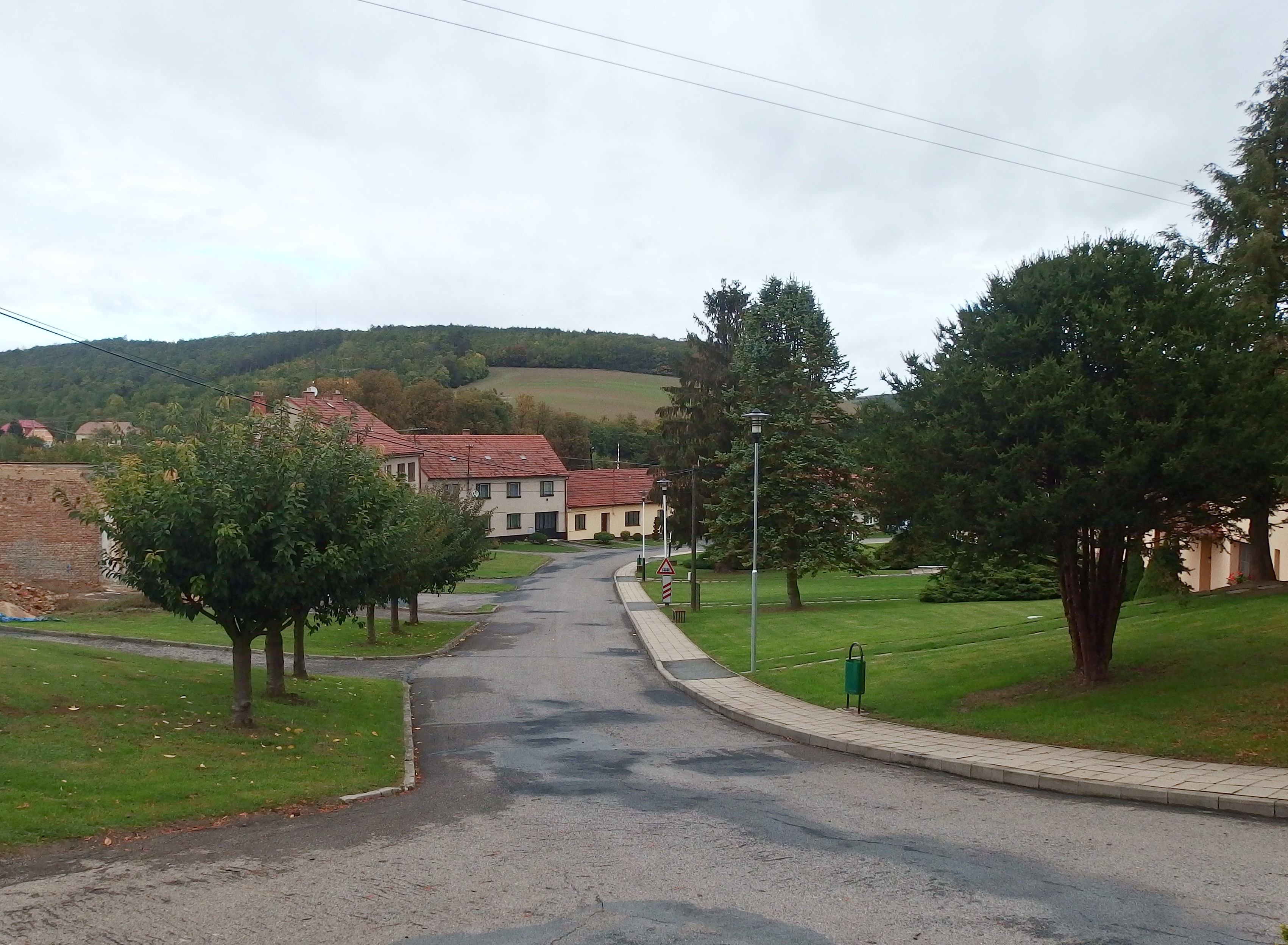
Náves
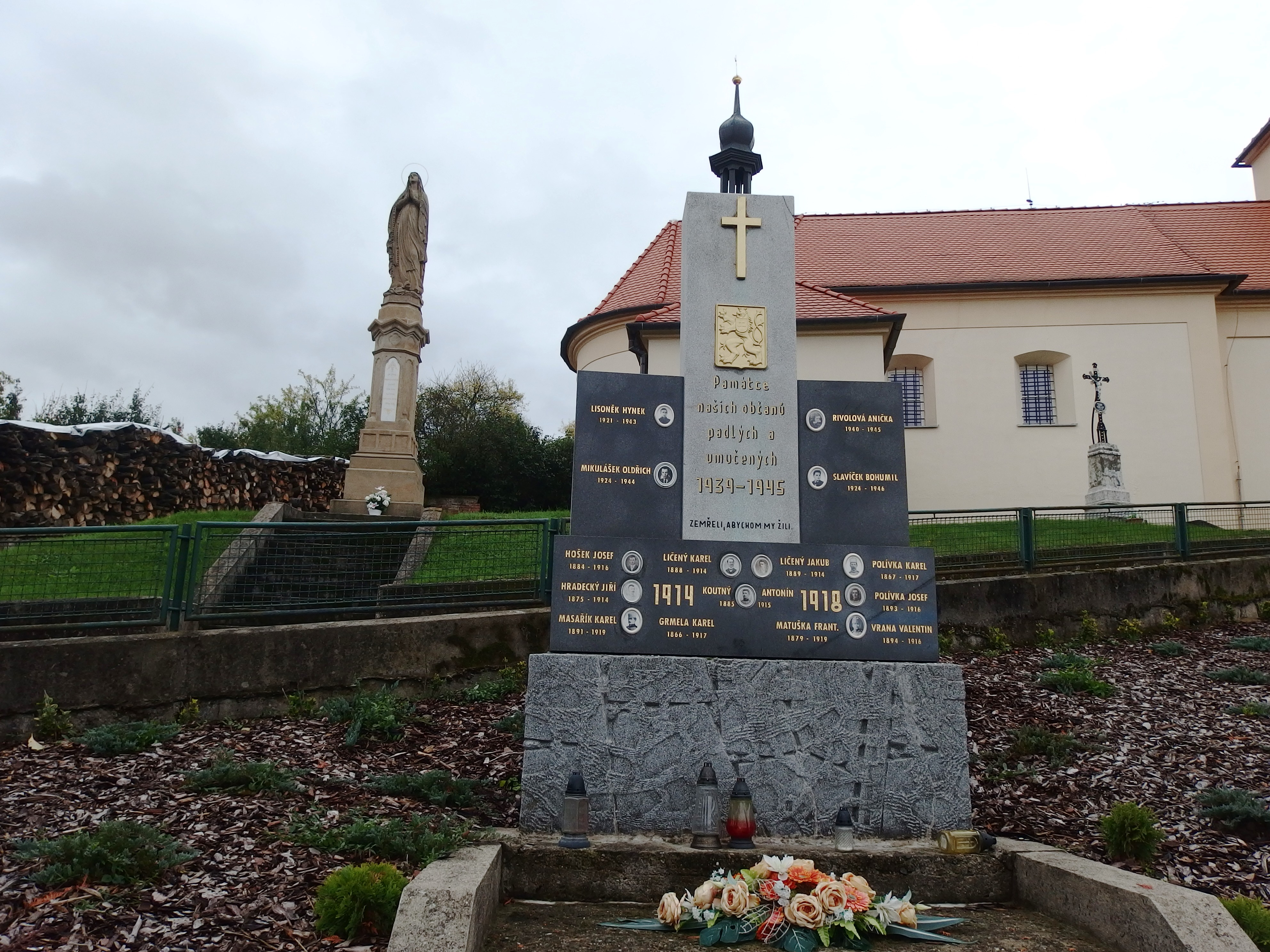
Pomník a socha Panny Marie
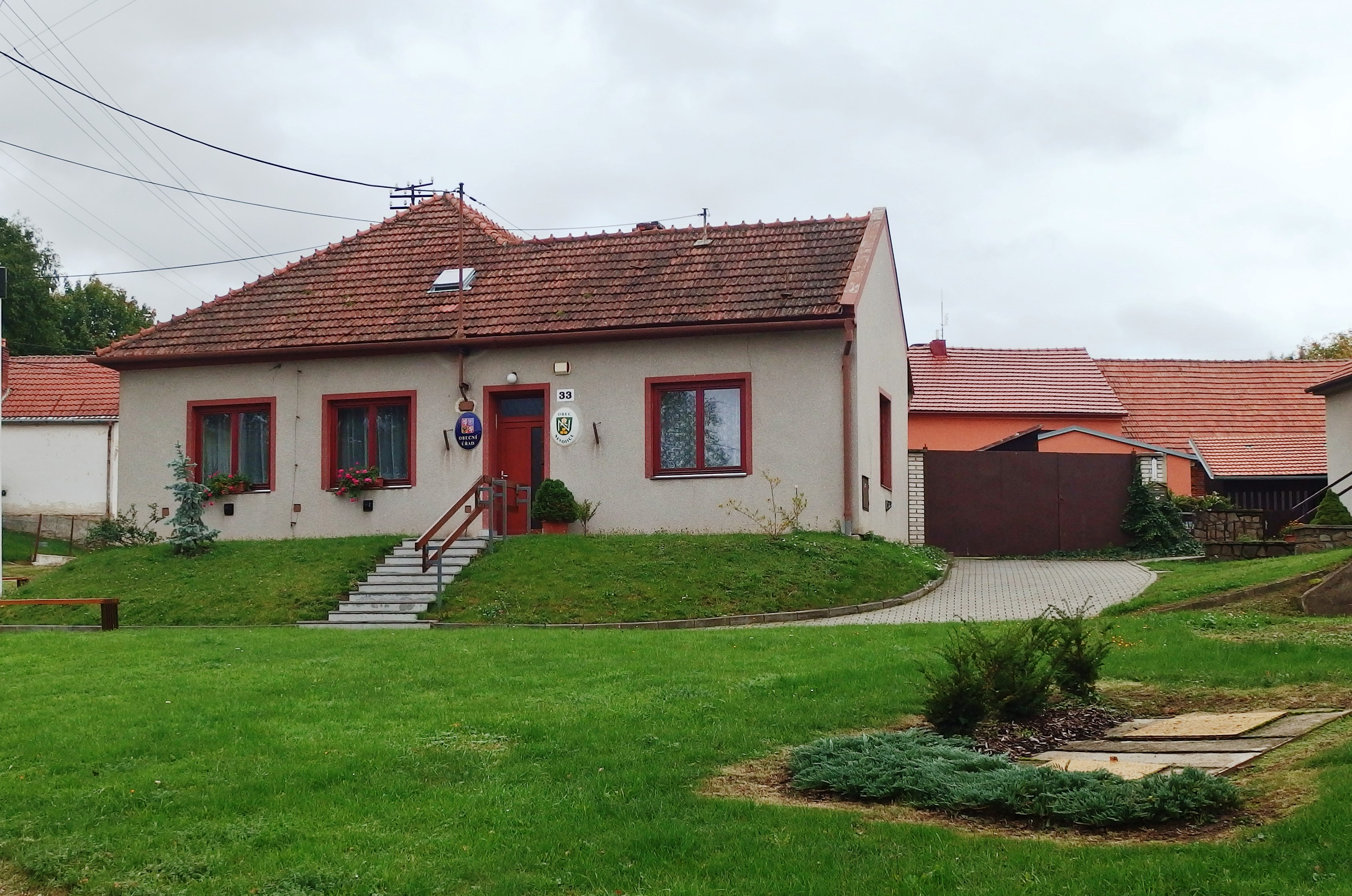
Obecní úřad
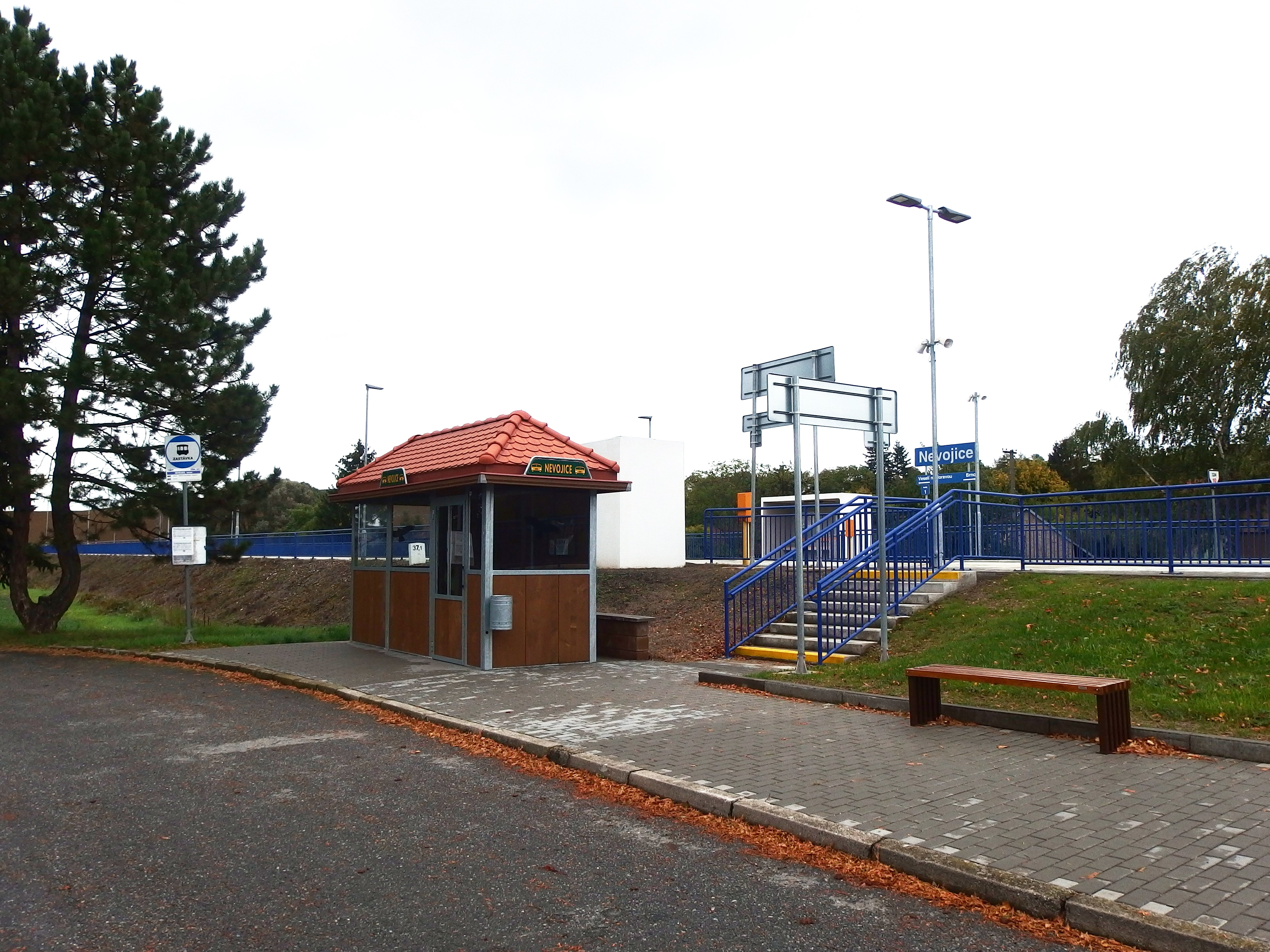
Železniční zastávka